# Jamník (okres Spišská Nová Ves)
Jamník is een Slowaakse gemeente in de regio Košice, en maakt deel uit van het district Spišská Nová Ves.
Jamník telt 1.124 inwoners.